# Pawnee (Oklahoma)
Pawnee es una ciudad ubicada en el condado de Pawnee en el estado estadounidense de Oklahoma. En el año 2010 tenía una población de 2196 habitantes y una densidad poblacional de 385,26 personas por km².

## Geografía
Pawnee se encuentra ubicada en las coordenadas 36°20′11″N 96°48′5″O / 36.33639, -96.80139 (36.336260, -96.801494).

## Demografía
Según la Oficina del Censo en 2000 los ingresos medios por hogar en la localidad eran de $24,962 y los ingresos medios por familia eran $32,850. Los hombres tenían unos ingresos medios de $28,182 frente a los $20,139 para las mujeres. La renta per cápita para la localidad era de $12,970. Alrededor del 20.5% de la población estaban por debajo del umbral de pobreza.